# Walter Hoering
Walter Hoering (* 22. Mai 1933 in Tetschen, Tschechoslowakei; † 25. August 2019) war ein deutscher Philosoph und emeritierter Professor für Philosophie an der Universität Tübingen. Seine Forschungsschwerpunkte waren die Logik, die Didaktik der Logik, die Philosophie der Mathematik und die Wissenschaftstheorie.

## Leben
Walter Hoering besuchte die Schule im seit 1938 an das Deutsche Reich angegliederten Sudetenland bis 1945, dem Jahr, in dem seine Familie nach Bayern floh. Dort besuchte er bis 1952 Schulen in Weißenburg, Memmingen, Landshut und München.
1952 schloss er die Schule mit dem Abitur an der Ludwig Oberrealschule München ab.
Zwischen 1952 und 1964 studierte Hoering Physik und Philosophie an der Ludwig-Maximilians-Universität in München. 1961 promovierte er in Philosophie bei Wolfgang Stegmüller. Nebenfächer waren Logistik (Wilhelm Britzelmayr) und Psychologie (Philipp Lersch). 1963 schloss er das Studium der Physik ab und promovierte im Fach Physikalische Chemie bei Georg Maria Schwab.
Zwischen 1959 und 1978 war er Assistent bei Wolfgang Stegmüller, mit Unterbrechungen durch Post-Graduate Stipendien Aufenthalte in Oxford, Paris und Stanford. 1966–1968: Lehraufträge an der Universität München.
- In den Jahren 1961 und 1962 Forschungsaufenthalte in Oxford bei Michael Dummett (als Stipendiat des British Councils) und in Paris bei Georg Kreisel
- Von 1964 bis 1966 Forschungsaufenthalt in Stanford bei Solomon Feferman, Georg Kreisel, William W. Tait, Joseph D. Sneed
- 1974: Start eines eigenen Programms im DFG-Schwerpunkt Wissenschaftstheorie: "Historische Fallstudien zu Theorien der Wissenschaftsentwicklung" (bis 1980)
- 1975: Habilitation für Logik und Wissenschaftstheorie

1978–1998: Professor am Philosophischen Seminar der Eberhard Karls Universität Tübingen. Lehrveranstaltungen in Logik, Wissenschaftstheorie und im Bereich analytische Philosophie.
- 1986: Gründung eines Arbeitskreises "Lernprogramme für Aussagenlogik, Prädikatenlogik und Modallogik". Dieser Kreis entwickelt auch die Lernsoftware SMTutor, die Studenten das Einüben des Ableitens in grundlegenden logischen Systemen unterstützt. Das Computerprogramm basiert auf dem Baumkalkül von Raymond Smullyan.

1998: Pensionierung. Weiterführung des Arbeitskreises "Lernprogramme" in Tübingen und seit 2004 an der LMU in München
Walter Hoering war von 1970 bis zu seinem Tode mit Irmgard Hörmann verheiratet. Sie haben zwei Kinder.

## Werk
Die Lehre und Arbeit von Walter Hoering spiegelt weit reichende wissenschaftlichen Interessen wider, die von den mengentheoretischen Grundlagen der Mathematik und Logik, über philosophische Theorien der Rationalität, der Geschichte der Naturwissenschaften, bis zur Programmierung von Lehr-Lernprogrammen zur Logik reichen.
Die Arbeit an dem Logik-Programm SMTutor, der den Smullyan-Kalkül für Logikstudenten aufbereitet, erstreckte sich über einen Zeitraum von den frühen 1980ern bis heute. In dieser Zeit wurde das Programm
in zahlreichen Varianten den stetigen Weiterentwicklungen der Programmiersprachen angepasst. Aufgrund der ständigen Weiterentwicklung erreichte das Programm nie einen abgeschlossenen Distributionsstand. Der
SMTutor hat jedoch immer wieder neue Generationen von Logiksstudenten erreicht und war gleichzeitig Kristallisationspunkt für wechselnde Arbeitsgruppen von Studenten, die die Entwicklung unter der Anleitung von Walter Hoering vorantrieben.

## Veröffentlichungen

### Eigene Schriften
- Frege und die Schaltalgebra, Archiv f. math. Logik u. Grundlagenforschung, Vol. 3/1958, S. 125
- Absolut unentscheidbare Sätze der Mathematik und der Versuch ihrer philosophischen Deutung (Dissertation). München 1961
- Bericht über die Diskussion der Gruppe "Logik" beim 6. Deutschen Kongress für Philosophie, München 1960. In: "Das Problem der Ordnung", Helmut Kuhn, F. Wiedmann (Hrsg.), Meisenheim Glan 1962
- Absolut unentscheidbare Sätze der Mathematik. In "Logik und Logikkalkül", Festschrift zum siebzigsten Geburtstag von Prof. Dr. W. Britzelmayr. M. Käsbauer u. F.v.Kutschera (Hrsg.), München 1962
- Zusammenhänge zwischen katalytischer Aktivität und Lumineszenzintensität von Zink-Cadmium-Sulfid-Phosphoren (Dissertation). München 1964.
- Indeterminism in Classical Physics. The British Journal for the Philosophy of Science, Vol. 20/1969, S. 247–255
- What is a law like? Abstracts, 4. Internationaler Kongress f. Logik, Methodologie und Philosophie der Wissenschaften, Bukarest 1971, S. 149
- Konstruktion. In: Handbuch philosophischer Grundbegriffe, H. Krings, H.M. Baumgartner (Hrsg.), Vol. 2, München 1973, S. 799–806
- Nachwort zu: Rudolf Carnap, Grundlagen der Logik und Mathematik, W. Hoering Übers., München 1973, S. 95–106
- Zum Widerspruch in Freges System. In: Frege und die moderne Grundlagenforschung, Ch. Thiel (Hrsg.), Meisenheim 1975, S. 52
- Logizismus gestern und heute. In: Frege und die moderne Grundlagenforschung, Ch. Thiel (Hrsg.), Meisenheim 1975, S. 62
- "Paradigma-Wechsel" und "Normale Wissenschaft" durch die Brille eines Wissenschaftstheoretikers betrachtet, Studia Leibnitiana 1977, Sonderheft 6, S. 18–28
- Kontingenz. In: Historisches Wörterbuch der Philosophie (auch als CD veröffentlicht), J. Ritter, K. Gründer (Hrsg.), Vol. 4/1976, Spalten 1035–1038
- On judging rationality. In: Studies in History and Philosophy of Science, Vol. 11(2)/1980, S. 123–136
- On understanding quantum logic (Discussion of Hilary Putnam's contribution). Erkenntnis, Vol. 16/1981, S. 227–233.
- Zufall und Notwendigkeit in Wittgensteins Tractatus, Erkenntnis, Vol. 19/1983 S. 217–223
- Anomalies of reduction. In: Reduction in Science, W. Balzer, D.A. Pearce, H.J. Schmidt (Hrsg.), Dordrecht 1984
- Arguments for certain classes of indeterministic states in a functionalist context. Abstracts, IX Internationales Wittgenstein Symposion, Kirchberg am Wechsel 1984
- Hydrodynamics and the visual mind. An analysis of selfimposed constraints which led to Maxwell's success. Abstracts of 17th Congress of History of Science, Berkeley 1985
- Strategien der Induktion. In: Tradition und Innovation, XIII. Deutscher Kongress für Philosophie, Bonn 1984, W. Kluxen (Hrsg.), Hamburg 1988, S. 145–155
- Ein streitbarer Logiker - Der Baron von Freytag Löringhoff wird heute achtzig Jahre alt. Schwäbisches Tagblatt, Tübinger Ausgabe, 11. Juni 1992
- Schickards später Interpret - Zum Tod des Tübinger Logikers Bruno Baron von Freytag gen. Löringhoff. Schwäbisches Tagblatt, Tübinger Ausgabe, 5. März 1996
- L' idée d'une philosophie exacte et l' enseignement de la logique. In Travaux de l'URA 1084, CNRS Université de Provence, Journées de logique et philosophie - La logique, science normative ou science appliquée? Aix en Provence 1996, S. 37–44
- Das Schrammsche Seminar. Walter Hoering, Helmut Fischer, Michael Schütz, Rolf Wiegert. In: Mathesis : Festschrift zum siebzigsten Geburtstag von Matthias Schramm, Rüdiger Thiele (Hrsg.), Berlin 2000
- Logik in der Philosophie - Ein historischer Abriß. In: Logik in der Philosophie, W.Spohn, P. Schroeder-Heister, Erik J. Olson (Hrsg.), Heidelberg 2005, ISBN 978-3-935025-66-9, S. 15–72
- Besprechung von: "Der Griff der Sprache nach der Natur - Eine Semantik der klassischen Physik", Andreas Kamlah, Paderborn 2002. In: Erkenntnis, Vol. 65/2006, S. 433–440

### Übersetzungen
- Rudolf Carnap: Einführung in die Philosophie der Naturwissenschaft. Originaltitel: Philosophical Foundations of Physics. übers. von Walter Hoering, Nymphenburger Verlagshandlung, München 1969.
- Rudolf Carnap: Grundlagen der Logik und Mathematik. Originaltitel: Foundations of Logic and Mathematics. (1939), übers., mit einem Nachwort und einer kritischen Bibliographie versehen von Walter Hoering, München 1973.
- John Losee: Wissenschaftstheorie : eine historische Einführung. Originaltitel: A historical introduction to the philosophy of science. (1972), übers. von Walter Hoering, Verlag C.H. Beck, München 1977.
- Arbeiten von Carnap, Richard Cartwright, Church, Goodman, Henkin, Quine, Hao Wang. In: Wolfgang Stegmüller (Hrsg.): Das Universalien-Problem. Darmstadt 1978
- Jules Vuillemin: Die Aporie des Meisterschlusses von Diodoros Kronos und ihre Lösungen – Ein Beispiel für die Anwendung der axiomatischen Methode auf die Philosophie. Allgemeine Zeitschrift für Philosophie Vol. 10(2)/1985 S. 1.
- Roshdi Rashed: Kombinatorik und Metaphysik - Ibn Sina, at-Tusi und Halabi. In: Mathesis : Festschrift zum siebzigsten Geburtstag von Matthias Schramm. Rüdiger Thiele (Hrsg.), Berlin 2000, S. 37–54